# Der tolle Bomberg (film 1932)
Der tolle Bomberg è un film del 1932 diretto da Georg Asagaroff.

## Produzione
Il film fu prodotto dalla Deutsche Tonfilm Produktions (Deuton-Film).

## Distribuzione
Il film uscì in Germania il 29 marzo 1932. Distribuito dalla Casino Film Exchange, negli Stati Uniti fu presentato il 25 ottobre 1935.